# Arkady Rzegocki
Arkady Józef Rzegocki (ur. 22 sierpnia 1971 w Tarnobrzegu) – polski politolog, doktor habilitowany nauk humanistycznych, profesor Uniwersytetu Jagiellońskiego. W latach 2016–2021 ambasador RP w Zjednoczonym Królestwie Wielkiej Brytanii i Irlandii Północnej, w latach 2021–2023 Szef Służby Zagranicznej, w latach 2023–2024 ambasador RP w Irlandii.

## Życiorys
Ukończył studia na Uniwersytecie Jagiellońskim. W 2001 doktoryzował się na UJ na podstawie pracy Wolność i sumienie. Fenomen liberalnego katolicyzmu w myśli Lorda Actona (promotor – Michał Jaskólski). Tamże w 2009 habilitował się tamże w dyscyplinie nauk o polityce, przedstawiając dzieło Racja stanu a polska tradycja myślenia o polityce.
W latach 1996–2010 pracował w Katedrze Historii Doktryn Politycznych i Prawnych na Wydziale Prawa i Administracji UJ. W latach 2010–2016 profesor Polskiego Uniwersytetu na Obczyźnie w Londynie. Pełnił również funkcję pełnomocnika Rektora UJ ds. współpracy z PUNO w latach 2011–2014. W latach 2012–2014 prodziekan ds. międzynarodowych na Wydziale Studiów Międzynarodowych i Politycznych UJ. Pomysłodawca i kierownik Polskiego Ośrodka Naukowego Uniwersytetu Jagiellońskiego w Londynie. Od 2011 kierownik studiów podyplomowych Polsko-brytyjskie partnerstwo strategiczne w UE i NATO. Visiting Scholar w Sidney Sussex College w Cambridge w 2014.
Jest lub był członkiem EpsNet, Polskiego Towarzystwa Nauk Politycznych, Polskiego Towarzystwa Myśli Politycznej, członkiem i honorowym prezesem Klubu Jagiellońskiego od 1992, członkiem Zarządu Ośrodka Myśli Politycznej, od 2009 członkiem Społecznego Komitetu Odnowy Zabytków Krakowa (SKOZK). Założyciel i redaktor naczelny czasopisma „Pressje” w latach 2002–2011. W latach 2014–2016 radny Miasta Krakowa z listy PiS, jako bezpartyjny kandydat Polski Razem, w Radzie przewodniczył Komisji Innowacji i Funduszy Europejskich, reprezentował Radę Miasta w Małopolskiej Radzie ds. Społeczeństwa Informacyjnego.
W sierpniu 2016 otrzymał nominację na Ambasadora RP w Zjednoczonym Królestwie Wielkiej Brytanii i Irlandii Północnej. Kadencję zakończył 30 czerwca 2021.
1 lipca 2021 został powołany przez Ministra Spraw Zagranicznych Zbigniewa Raua na stanowisko Szefa Służby Zagranicznej.
11 sierpnia 2023 został mianowany Ambasadorem w Irlandii. Stanowisko objął 28 sierpnia 2023. Urzędowanie zakończył w lipcu 2024.
Zna angielski i rosyjski. Żonaty z Jolantą Rzegocką, anglistką i historyczką teatru. Mają trzy córki.

## Publikacje
- Wolność i sumienie. Fenomen liberalnego katolicyzmu w myśli lorda Actona, Kraków 2004;
- The Idea of ”Raison d'état" in the Past and in the Contemporary European Integration, Warszawa 2003;
- Racja stanu a polska tradycja myślenia o polityce, Kraków 2008.

Redakcja
- Lord Acton, W stronę wolności, Kraków 2006;
- Stanisław Tarnowski, Z doświadczeń i rozmyślań, Kraków 2002;
- Państwo jako wyzwanie, Kraków 2000;
- Narody i historia, Kraków 2000;
- Thomas Babington lord Macaulay, O rewolucjach, makiawelizmie i postępie, Kraków 1999;
- Julian Klaczko, Dwaj Kanclerze i inne studia dyplomatyczne, Kraków 2009;
- Państwo Polskie wobec Polaków na Wschodzie, (red. wraz z T. Gąsowskim, P. Kowalem), Kraków 2000;
- Historia ma konsekwencje. Mickiewicz, Norwid, Mochnacki, Witkacy o dziejach Polski, Kraków 2012;
- Polska czyli… Idee wspólnoty politycznej i tożsamości narodowej w polskiej tradycji intelektualnej, Kraków 2011;
- Prezydenci i Rządy Rzeczypospolitej na Uchodźstwie w walce o niepodległą Polskę w latach 1939–1990, (wraz z M. Flemingiem i H. Taborską), Londyn-Kraków 2013.